# Življenje ni zločin
Življenje ni zločin je debitantski studijski album slovenske rock skupine Bohem, izdan pri založbi Melopoja 26. januarja 2004. Hkrati je bil izdan tudi singl "Kraljica sanj" (skupaj s pop pevko Laro Baruco), s katerim se je skupina predstavila širši javnosti. Z albuma je kasneje postopoma izšlo še pet singlov, od katerih je bil "On je jaz" najuspešnejši.
Videospot za pesem "On je jaz" (režiral ga je Jure Matjažič) ima na YouTubeu več kot milijon ogledov.

## Kritični odziv
Kritični odziv je bil v glavnem pozitiven. Za ŽVPL je Matic Slapšak rekel, da skupino odlikujejo »odločen moški vokal in pa zrela besedila, ki ne zaidejo v plehkost« ter zaključil, da »gre za eno najzanimivejših slovenskih skupin, ki še niso rekli zadnje besede in ki jim je vredno prisluhniti.« V Mladini je bil album ocenjen s povprečnimi 3 zvezdicami, recenzent Miha Štamcar pa je rekel: »Nasploh so Bohem soliden melodičen bend, ki poleg omenjenega simfoniziranega poprocka ponuja, kot se za takšno muziko spodobi, bolj darkerska kot zabavna, na žalost preveč patetična besedila.« Nasprotno pa je za RockOnNet Nina Jenko o skupini in besedilih zapisala: »Na sceno se je prebila skupina, ki je in bo prav zagotovo tudi v bodoče še rušila norme; predvsem z besedili, ki niso zapletena in nerazumljiva, temveč se v njih lahko najde prav vsak.«

## Seznam pesmi
| Št.             | Naslov                              | Pisec           | Dolžina |
| --------------- | ----------------------------------- | --------------- | ------- |
| 1.              | „Deveti junij‟                      | Matic Jere      | 4:22    |
| 2.              | „Kri‟                               | Jere            | 4:12    |
| 3.              | „On je jaz‟                         | Jere            | 4:10    |
| 4.              | „Strah‟                             | Marjan Kotnik   | 3:00    |
| 5.              | „Kraljica sanj‟ (feat. Lara Baruca) | Dejvi Kotar     | 4:30    |
| 6.              | „Boem‟                              | Kotar, Jere     | 4:14    |
| 7.              | „Življenje ni zločin‟               | Jere            | 4:15    |
| 8.              | „Dnevi grmenja‟                     | Jere            | 4:38    |
| 9.              | „Noč s teboj‟                       | Kotar           | 3:45    |
| 10.             | „Ko bi bilo…‟ (vsebuje bonus pesem) | Kotar           | 12:43   |
| Skupna dolžina: | Skupna dolžina:                     | Skupna dolžina: | 49:49   |

## Zasedba
| Bohem - Matic Jere — vokal - Manca Pinterič — klaviature, spremljevalni vokal - Marjan Kotnik — kitara, spremljevalni vokal - Damir Pavlič — bobni, tolkala - Dejvi Kotar — bas kitara | Ostali - Lara Baruca — vokal (2) - ženski pevski zbor Karantanija — vokali (3) - Boštjan Podlesnik — produkcija |